# 安藤康洋
安藤 康洋（あんどう やすひろ、1969年12月13日 - ）は、宮城県出身の自転車ロードレース選手。

## 人物
自転車競技の名門・古川商業高校で活躍後、チームミヤタに加入。
1990年ツール・ド・北海道で個人総合山岳賞を獲得。欧州も転戦し、1991年の西ドイツ・シュトゥットガルトで男子シニア日本記録となる4km4分36秒570を叩き出す。
1992年にバルセロナオリンピック4000mチームパシュートに出場。15位。
1992年からスイスに渡欧し４シーズン地元チームに所属する。
その後引退しダイワ精工に入社、一度現役を引退するが、2004年、新設チームのユーキャン・スペシャライズドで働きながら現役復帰し、2年の選手活動を行う。
2006年、マトリックス・パワータグのメカニックの手伝いを一年行う。
現在はスペシャライズドジャパンの営業担当。